# 米科瓦伊一世 (奧波列)
米科瓦伊一世（波蘭語：Mikołaj I opolski，約1424年—1476年7月3日），奧波列公爵、布熱格公爵，波爾科四世的幼子。

## 家庭
1442年左右，米科瓦伊與布熱格公爵路德維克二世的女兒瑪格達列娜結婚，兩人共有3子2女：
1. 路德維克（1450年—1476年）
2. 瑪格莎塔（約1450年—1472年）
3. 揚二世（約1460年—1532年）
4. 米科瓦伊（約1462年—1497年）
5. 瑪格達列娜（約1463年—1501年），拉蒂博日公爵揚五世夫人